# Transfariana
Transfariana es una película documental colombiana de 2023 dirigida por Joris Lachaise. Producida en conjunto con Francia, fue estrenada en las salas de cine de Colombia el 12 de octubre de 2023. El filme relata la historia de un excomandante de la guerrilla de las FARC que conoce y se enamora de Laura, una antigua trabajadora sexual transgénero mientras pagan una condena en prisión.

## Sinopsis
Jaison, antiguo líder insurgente vinculado a las Fuerzas Armadas Revolucionarias de Colombia, cumple una condena en la cárcel La Picota de Bogotá, donde ha pasado más de una década. Allí conoce a Laura, una mujer trans con un pasado como trabajadora sexual, sentenciada a más de cincuenta años tras las rejas. Ambos se enamoran y deciden casarse. Esta unión, inusual en ese entorno, genera tensiones dentro de la organización guerrillera, cuyos miembros cuestionan la lealtad de Jaison y exigen su expulsión. Pero los altos mandos, inmersos entonces en las negociaciones de paz en La Habana, terminan respaldando el matrimonio como un gesto simbólico de compromiso con los derechos de la comunidad LGBT.

## Estreno
El documental fue objeto de un estímulo por concurso del Fondo para el Desarrollo Cinematográfico (FDC) en 2021 y contó con el apoyo de diversas compañías francesas de producción cinematográfica. Inició su recorrido por festivales de cine en 2023, haciendo parte de la sección Panorama del Festival Internacional de Cine de Berlín y participando en otros eventos como el Festival Jean Rouch en Francia, el Festival Internacional de Cine de Lima, el Festival Internacional de Cine Queer de Portugal, el Festival Internacional de Cine de la Provincia de Buenos Aires y el Bogotá International Film Festival.
En Colombia fue distribuido por la agencia de promoción DOC:CO y se exhibió en salas seleccionadas y en sitios como el Museo de Arte Moderno de Medellín, la Cinemateca de Bogotá, la Cinemateca del Caribe y la Cinemateca del Museo La Tertulia de Cali, entre otros.

## Recepción

### Premios y reconocimientos
El documental ganó el Premio del Patrimonio Cultural e Inmaterial en el marco del Festival Jean Rouch en Francia en 2023. El mismo año obtuvo el XI Premio Sebastiane Latino en el Festival Internacional de Cine de San Sebastián. También en 2023 logró dos nominaciones en la Berlinale: al Premio Panorama de la Audiencia y al Premio Teddy en la categoría de mejor documental o ensayo. En 2024 fue galardonado con el Premio Havana Star a mejor documental en el Havana Film Festival New York.

### Crítica
Transfariana ha recibido en general comentarios positivos de la crítica especializada. Para Daniela Díaz de El País, se trata de «un documental provocador: 150 minutos de una espinosa historia de amor en la cárcel». La reseña en el portal Cineuropa afirma: «El documental de Joris Lachaise promueve un derecho humano básico, el de ser visto por quién eres, y no ser juzgado por las apariencias». Para Laura Ortiz de Radiónica, el filme «traza una narrativa profundamente humana sobre cómo la resistencia, la solidaridad y el amor pueden florecer incluso en los contextos más hostiles». De acuerdo con el medio Vanguardia, Transfariana es «una producción de importancia en el panorama del cine internacional [que contribuye] a la visibilidad y aceptación de la diversidad de género en la región».